# Ібанда-К'єрва (національний парк)
Національний парк Ібанда-К'єрва, розташований у Танзанії, у північно-західному кутку країни на кордоні з Руандою та Угандою. Спочатку парк був заснований як заповідник у 1974 році, а у 2019 році він був визначений національним парком. Національний парк розташований в регіоні Кагера і має площу 200 км2 . Парк багатий на пам'ятки дикої природи. Тварини, знайдені в цьому національному парку, включають бегемотів, газелей Томсона, антилоп імпал, канн і бабуїнів. До парку можна дістатися рейсом з аеропорту Дар-ес-Салам до аеропорту Букоба, а потім дорогою з міста Букоба до парку, на авто 
Сезон дощів триває з січня по квітень.
Річка Кагера є основним джерелом води для цього парку, яка є природним кордоном між Танзанією та Руандою. Парк межує з Національним парком Акагера у Руанді.